# Championnat de Slovaquie de football
Le championnat de Slovaquie de football, officiellement appelé Niké Liga depuis 2023, est créé en 1993. Le club le plus titré du pays est le Slovan Bratislava.

## Palmarès

### 1925-1933
Jusqu'en 1933, aucune équipe slovaque ne participe au championnat professionnel national tchécoslovaque. Toutefois les équipes slovaques jouent entre elles un championnat, qui n'est pas une compétition nationale.
| Saison    | Champion         |
| 1925      | CsSK Bratislava  |
| 1925-1926 | CsSK Bratislava  |
| 1927      | CsSK Bratislava  |
| 1927-1928 | MŠK Žilina       |
| 1928-1929 | MŠK Žilina       |
| 1929-1930 | CsSK Bratislava  |
| 1930-1931 | Ligeti SC        |
| 1931-1932 | CsSK Bratislava  |
| 1932-1933 | SK Rusj Oujgorod |

### 1939-1944
L'indépendance de la Slovaquie est proclamée le 14 mars 1939 sur insistance d'Adolf Hitler, qui signe le dépeçage de la Tchécoslovaquie au profit de l'Allemagne et de la Hongrie. Un championnat de football se tient dès 1939.
| Saison    | Clubs | Champion                 | Pts | Dauphin              | Pts |
| 1939      | 9     | Sparta Povazská Bystrica | 15  | SK Bratislava        | 15  |
| 1939-1940 | 12    | SK Bratislava            | 37  | AC Povazská Bystrica | 33  |
| 1940-1941 | 12    | SK Bratislava            | 32  | FC Vrútky            | 31  |
| 1941-1942 | 12    | SK Bratislava            | 31  | FC Vrútky            | 29  |
| 1942-1943 | 12    | OAP Bratislava           | 37  | SK Bratislava        | 30  |
| 1943-1944 | 12    | OAP Bratislava           | 38  | SK Bratislava        | 31  |

Au printemps de l'année 1945, la Slovaquie est libérée par les troupes soviétiques, les combats entrainant l'interruption du championnat. La Tchécoslovaquie est ressuscitée.

### Depuis l'indépendance (1993)
| Saison    | Clubs | Champion                | Pts | Dauphin               | Pts |
| 1993-1994 | 12    | Slovan Bratislava (1)   | 50  | Inter Bratislava      | 40  |
| 1994-1995 | 12    | Slovan Bratislava (2)   | 72  | 1.FC Kosice           | 52  |
| 1995-1996 | 12    | Slovan Bratislava (3)   | 75  | 1.FC Kosice           | 65  |
| 1996-1997 | 16    | 1.FC Kosice (1)         | 70  | Spartak Trnava        | 69  |
| 1997-1998 | 16    | 1.FC Kosice (2)         | 68  | Spartak Trnava        | 68  |
| 1998-1999 | 16    | Slovan Bratislava (4)   | 70  | Inter Bratislava      | 68  |
| 1999-2000 | 16    | Inter Bratislava (1)    | 70  | 1.FC Kosice           | 61  |
| 2000-2001 | 10    | Inter Bratislava (2)    | 80  | Slovan Bratislava     | 71  |
| 2001-2002 | 10    | MŠK Žilina (1)          | 69  | Matador Puchov        | 62  |
| 2002-2003 | 10    | MŠK Žilina (2)          | 70  | Artmedia Bratislava   | 67  |
| 2003-2004 | 10    | MŠK Žilina (3)          | 64  | Dukla Banska Bystrica | 64  |
| 2004-2005 | 10    | Artmedia Bratislava (1) | 72  | MŠK Žilina            | 65  |
| 2005-2006 | 10    | MFK Ružomberok (1)      | 80  | Artmedia Bratislava   | 74  |
| 2006-2007 | 12    | MŠK Žilina (4)          | 69  | Artmedia Bratislava   | 56  |
| 2007-2008 | 12    | Artmedia Bratislava (2) | 84  | MŠK Žilina            | 73  |
| 2008-2009 | 12    | Slovan Bratislava (5)   | 70  | MŠK Žilina            | 62  |
| 2009-2010 | 12    | MŠK Žilina (5)          | 73  | Slovan Bratislava     | 70  |
| 2010-2011 | 12    | Slovan Bratislava (6)   | 68  | FK Senica             | 61  |
| 2011-2012 | 12    | MŠK Žilina (6)          | 67  | Spartak Trnava        | 65  |
| 2012-2013 | 12    | Slovan Bratislava (7)   | 59  | FK Senica             | 55  |
| 2013-2014 | 12    | Slovan Bratislava (8)   | 75  | FK AS Trenčin         | 63  |
| 2014-2015 | 12    | FK AS Trenčin (1)       | 74  | MŠK Žilina            | 69  |
| 2015-2016 | 12    | FK AS Trenčin (2)       | 81  | Slovan Bratislava     | 69  |
| 2016-2017 | 12    | MŠK Žilina (7)          | 73  | Slovan Bratislava     | 57  |
| 2017-2018 | 12    | Spartak Trnava (1)      | 64  | Slovan Bratislava     | 59  |
| 2018-2019 | 12    | Slovan Bratislava (9)   | 80  | Dunajská Streda       | 63  |
| 2019-2020 | 12    | Slovan Bratislava (10)  | 68  | MŠK Žilina            | 51  |
| 2020-2021 | 12    | Slovan Bratislava (11)  | 71  | Dunajská Streda       | 65  |
| 2021-2022 | 12    | Slovan Bratislava (12)  | 74  | MFK Ružomberok        | 63  |
| 2022-2023 | 12    | Slovan Bratislava (13)  | 69  | Dunajská Streda       | 67  |
| 2023-2024 | 12    | Slovan Bratislava (14)  | 73  | Dunajská Streda       | 58  |
| 2024-2025 | 12    | Slovan Bratislava (15)  | 72  | MŠK Žilina            | 54  |

## Tableau d'honneur
| Club                | Champion | Année                                                                                    |
| ------------------- | -------- | ---------------------------------------------------------------------------------------- |
| Slovan Bratislava   | 15       | 1994, 1995, 1996, 1999, 2009, 2011, 2013, 2014, 2019, 2020, 2021, 2022, 2023, 2024, 2025 |
| MŠK Žilina          | 7        | 2002, 2003, 2004, 2007, 2010, 2012, 2017                                                 |
| 1.FC Kosice         | 2        | 1997, 1998                                                                               |
| Inter Bratislava    | 2        | 2000, 2001                                                                               |
| FK AS Trenčín       | 2        | 2015, 2016                                                                               |
| Artmedia Bratislava | 2        | 2005, 2008                                                                               |
| MFK Ružomberok      | 1        | 2006                                                                                     |
| Spartak Trnava      | 1        | 2018                                                                                     |

## Meilleurs buteurs
| Année | Nombre de buts | Joueur                            | Club                                      |
| ----- | -------------- | --------------------------------- | ----------------------------------------- |
| 1994  | 19 buts        | Pavol Diňa                        | DAC Dunajska Streda                       |
| 1995  | 18 buts        | Robert Semenik                    | Dukla Banská Bystrica                     |
| 1996  | 29 buts        | Robert Semenik                    | FC Košice                                 |
| 1997  | 22 buts        | Jozef Kožlej                      | FC Košice                                 |
| 1998  | 17 buts        | Ľubomír Luhový                    | Spartak Trnava                            |
| 1999  | 19 buts        | Martin Fabuš                      | Dukla Trenčín                             |
| 2000  | 16 buts        | Szilárd Németh                    | Inter Bratislava                          |
| 2001  | 23 buts        | Szilárd Németh                    | Inter Bratislava                          |
| 2002  | 21 buts        | Marek Mintál                      | MŠK Žilina                                |
| 2003  | 20 buts        | Marek Mintál Martin Fabuš         | MŠK Žilina Laugaricio Trenčín, MŠK Žilina |
| 2004  | 17 buts        | Roland Števko                     | MFK Ružomberok                            |
| 2005  | 22 buts        | Filip Šebo                        | Artmedia Petržalka                        |
| 2006  | 21 buts        | Róbert Rák Erik Jendrišek         | FC Nitra MFK Ružomberok                   |
| 2007  | 16 buts        | Tomáš Oravec                      | Artmedia Petržalka                        |
| 2008  | 17 buts        | Ján Novák                         | MFK Košice                                |
| 2009  | 15 buts        | Pavol Masaryk                     | Slovan Bratislava                         |
| 2010  | 18 buts        | Róbert Rák                        | FC Nitra                                  |
| 2011  | 22 buts        | Filip Šebo                        | Slovan Bratislava                         |
| 2012  | 18 buts        | Pavol Masaryk                     | MFK Ružomberok                            |
| 2013  | 16 buts        | David Depetris                    | AS Trenčín                                |
| 2014  | 14 buts        | Tomáš Malec                       | AS Trenčín                                |
| 2015  | 19 buts        | Matej Jelić Jan Kalabiška         | MŠK Žilina FK Senica                      |
| 2016  | 17 buts        | Gino van Kessel                   | AS Trenčín                                |
| 2017  | 20 buts        | Filip Hlohovský Seydouba Soumah   | MŠK Žilina Slovan Bratislava              |
| 2018  | 21 buts        | Samuel Mráz                       | MŠK Žilina                                |
| 2019  | 29 buts        | Andraž Šporar                     | Slovan Bratislava                         |
| 2020  | 12 buts        | Andraž Šporar                     | Slovan Bratislava                         |
| 2021  | 19 buts        | Dawid Kurminowski                 | MŠK Žilina                                |
| 2022  | 13 buts        | Jakub Kadák                       | AS Trenčín                                |
| 2023  | 18 buts        | Nikola Krstović                   | DAC Dunajská Streda                       |
| 2024  | 13 buts        | Róbert Polievka Tigran Barseghyan | Dukla Banská Bystrica Slovan Bratislava   |

## Compétitions européennes

### Classement du championnat
Le tableau ci-dessous récapitule le classement de la Slovaquie au coefficient UEFA depuis 1993. Ce coefficient par nation est utilisé pour attribuer à chaque pays un nombre de places pour les compétitions européennes ainsi que les tours auxquels les clubs doivent entrer dans la compétition.
| 1994 | 1995 | 1996 | 1997 | 1998 | 1999 | 2000 | 2001 | 2002 | 2003 | 2004 | 2005 | 2006 | 2007 | 2008 | 2009 | 2010 | 2011 | 2012 | 2013 | 2014 | 2015 | 2016 | 2017 | 2018 | 2019 | 2020 | 2021 | 2022 | 2023 | 2024 | 2025 |
| ---- | ---- | ---- | ---- | ---- | ---- | ---- | ---- | ---- | ---- | ---- | ---- | ---- | ---- | ---- | ---- | ---- | ---- | ---- | ---- | ---- | ---- | ---- | ---- | ---- | ---- | ---- | ---- | ---- | ---- | ---- | ---- |
| 37   | 29   | 27   | 27   | 21   | 24   | 25   | 25   | 24   | 25   | 27   | 27   | 27   | 25   | 24   | 25   | 23   | 25   | 25   | 26   | 30   | 30   | 31   | 31   | 32   | 30   | 30   | 32   | 30   | 28   | 29   | 27   |

Le tableau suivant affiche le coefficient actuel du championnat slovaque.
| Rang | Pays      | 2020-2021 | 2021-2022 | 2022-2023 | 2023-2024 | 2024-2025 | Coefficient |
| ---- | --------- | --------- | --------- | --------- | --------- | --------- | ----------- |
| 25   | Roumanie  | 3,750     | 2,250     | 6,250     | 3,250     | 7,750     | 23,250      |
| 26   | Russie    | 4,333     | 5,300     | 4,333     | 4,333     | 4,333     | 22,632      |
| 27   | Slovaquie | 1,500     | 4,125     | 6,000     | 5,000     | 4,625     | 21,250      |
| 28   | Slovénie  | 2,250     | 3,000     | 2,125     | 3,875     | 9,043     | 20,343      |
| 29   | Bulgarie  | 4,000     | 3,375     | 4,500     | 4,375     | 3,625     | 19,875      |

### Coefficient UEFA des clubs
| Rang | Club                | 2020-2021 | 2021-2022 | 2022-2023 | 2023-2024 | 2024-2025 | Coefficient |
| ---- | ------------------- | --------- | --------- | --------- | --------- | --------- | ----------- |
| 65   | Slovan Bratislava   | 1,500     | 6,000     | 12,000    | 8,000     | 6,000     | 33,500      |
| 178  | Spartak Trnava      | -         | 2,000     | 2,000     | 2,500     | 2,000     | 8,500       |
| 185  | DAC Dunajská Streda | 2,000     | 1,500     | 2,000     | 1,000     | 1,500     | 8,000       |
| 274  | MFK Ružomberok      | 1,000     | -         | 1,500     | -         | 2,500     | 5,000       |
| 282  | MŠK Žilina          | 1,000     | 2,500     | -         | 1,500     | -         | 5,000       |